# Dalton (Yorkshire du Sud)
Pour les articles homonymes, voir Dalton.
Dalton est un village et une paroisse civile du Yorkshire du Sud, en Angleterre.